# Rivas (departement)
Rivas is een departement van Nicaragua, gelegen in het zuidwesten van het land. De hoofdstad is de gelijknamige stad Rivas.
Rivas werd in 1900 gesticht. Het departement heeft een kustlijn met de Grote Oceaan en met het grote Meer van Nicaragua. Het in dit meer gelegen vulkanische eiland Ometepe behoort tot Rivas. In het zuiden grenst het departement aan Costa Rica.
Het departement bestrijkt een oppervlakte van 2162 km² en heeft 181.665 inwoners (2019).
Het departement is beroemd vanwege de mooie stranden. Het voorheen kleine vissersplaatsje San Juan del Sur is als gevolg hiervan uitgegroeid tot een toeristische trekpleister. Naast het toerisme is ook de landbouw een belangrijke rol van inkomsten: de bodem van het departement is zeer vruchtbaar en daarom uitstekend geschikt voor landbouw.

## Gemeenten
Het departement is ingedeeld in tien gemeenten:
- Altagracia
- Belén
- Buenos Aires
- Cárdenas
- Moyogalpa
- Potosí
- Rivas
- San Jorge
- San Juan del Sur
- Tola

Boaco · Carazo · Chinandega · Chontales · Estelí · Granada · Jinotega · León · Madriz · Managua · Masaya · Matagalpa · Nueva Segovia · Rivas · Río San Juan
Autonome regio's: Región Autónoma de la Costa Caribe Norte · Región Autónoma de la Costa Caribe Sur